# Штутгартска кухиња
Штутгартска кухиња (Stuttgarter Küche) је кухиња из 1920-их година која се састоји од малог сета покретних, основних елемената намештаја који су се могли комбиновати у различите конфигурације ормара, омогућавајући купцима да их саставе у продавници према својим индивидуалним потребама. Дизајнирале су је немачка економисткиња за домаћинство Ерна Мајер и Хилде Цимерман.
Четири типа штутгартских кухиња приказана су 1927. године на изложби Немачког веркбунда на имању Вајсенхоф. Три од њих – „Штутгартска кухиња”, „Штутгартска мала кухиња” (Stuttgarter Kleinküche) и „Штутгартска кухиња за обуку” (Stuttgarter Lehrküche) – дизајнирале су Мајер и Цимерман. Штутгартска кухиња је имала димензије отприлике 3 са 3 метра (9 m²). Њен намештај је пратио распоред у облику слова L, што је остављало простор за сто, а отварала се ка суседној дневној соби или трпезарији путем стаклене преграде или отвора за послуживање.
Прилагодљивост штутгартске кухиње означила је јасан одмак од фиксног распореда франкфуртске кухиње, коју је дизајнирала Маргарете Шите-Лихоцки за стамбени програм у Франкфурту. Флексибилност штутгартске кухиње одражавала је емпиријски и методолошки фокус Ерне Мајер на прилагођавању дизајна практичној употреби. Штутгартска кухиња је била светлија и имала је отворенији распоред од франкфуртске. Омогућавала је да две особе раде истовремено и служила је за више функција. Простор је био потпуно бео, добро осветљен великим прозором и минимално намештен, са свим елементима распоређеним за лак приступ и ефикасну употребу. Беле плочице су прекривале просторију, а укључени су били сто и отвор за послуживање – карактеристике које су омогућавале обедовање у кухињи, вероватно за доручак или ужину, и обезбеђивале директну везу са суседним дневним простором. Ове кухиње су почеле да попримају карактеристике настањених просторија интегрисаних у целокупно кућно окружење.
Штутгартска кухиња је примењена у пројектима кућа у низу које су дизајнирали Ј. Ј. П. Ауд, општински архитекта у Ротердаму, као и Адолф Густав Шнек. Главни недостатак и франкфуртске и штутгартске кухиње био је тај што су деца била ван видокруга особе која кува, па је стога 1928. године предложена минхенска кухиња.